# Roque Mesa
Roque Mesa Quevedo (Telde, 7 juni 1989) is een Spaans voetballer die doorgaans als centrale middenvelder speelt. Hij verruilde Sevilla FC in oktober 2020 voor Real Valladolid.

## Clubcarrière
Mesa verruilde in 2009 het tweede elftal van Levante voor AD Huracán. In januari 2010 sloot hij zich aan in het tweede elftal van CD Tenerife. Enkele maanden later ging de middenvelder voor het tweede elftal van Las Palmas spelen. Tijdens het seizoen 2012/13 werd hij verhuurd aan Atlético Baleares. In 2015 promoveerde hij met Las Palmas naar de Primera División. Op 22 augustus 2015 debuteerde Mesa op het hoogste niveau, op het veld van Atlético Madrid. Tussen 2017 en 2018 speelde Mesa een half seizoen bij Swansea City, in de Premier League. Hoewel Mesa voor vier jaar had getekend, mocht hij in de winterperiode van dat seizoen op huurbasis vertrekken naar Sevilla FC. Na de verhuurperiode vertrok Mesa definitief naar Sevilla. In 2019 werd hij verhuurd aan CD Leganés, net als Sevilla uitkomend in de Primera División. Met Leganés degradeerde hij op de laatste speeldag van het seizoen 2019/20 uit de Primera, ondanks een 2–2 gelijkspel tegen kampioen Real Madrid die dag. Na de degradatie tekende Mesa een contract bij Real Valladolid.